# Arthur Rosenhammer
Arthur Rosenhammer (ur. 7 stycznia 1910, zm. 9 sierpnia 1985) – niemiecki kierowca i konstruktor wyścigowy.

## Kariera
Rozpoczął karierę kierowcy wyścigowego przed II wojną światową, ścigając się samochodami BMW. Po wojnie konstruował własne samochody pod nazwą ARO, oparte m.in. na Veritasie RS. W 1948 roku zajął trzecie miejsce w mistrzostwach Deutsche Meisterschaft Kleinstrennwagen. W 1951 roku rozpoczął ściganie się w mistrzostwach NRD oraz Niemiec Zachodnich samochodami DAMW, wygrywając wyścig Dresden-Hellerau. Rok później ścigał się pojazdami marek DAMW i IFA, wygrywając zawody między innymi na torach AVUS i Sachsenring. W roku 1953 ścigał się EMW R1/53, wygrywając cztery wyścigi. W tym samym roku uczestniczył w niewliczanym do Mistrzostw Świata Formuły 1 wyścigu Avusrennen, którego nie ukończył. Także w 1953 roku Heinz Melkus ścigał się samochodami ARO w nieoficjalnych wyścigach Formuły 1. Samochodami EMW Rosenhammer rywalizował do 1956 roku. W 1957 roku został testerem Porsche, testując model 718 RSK. W 1960 roku wraz z Wernerem Lindermannem uczestniczył w wyścigu 1000 km Nürburgring modelem Porsche 356B. Załoga nie ukończyła jednak rywalizacji. Dwa lata później był zgłoszony do tego wyścigu na MG A, ale nie wystartował w nim.